# Marumba tigrina
Marumba tigrina är en fjärilsart som beskrevs av Gehlen. 1936. Marumba tigrina ingår i släktet Marumba och familjen svärmare. Inga underarter finns listade i Catalogue of Life.